# Lettonie au Concours Eurovision de la chanson 2014
La Lettonie est l'un des trente-sept pays participants au Concours Eurovision de la chanson 2014, qui se déroule à Copenhague, au Danemark. Le pays est représenté par le groupe Aarzemnieki et leur chanson Cake to bake, sélectionnés via l'émission Eirodziesma.

## Processus de sélection
La Lettonie a annoncé sa participation au Concours le 24 septembre 2013. C'est par le biais de l'Eirodziesma que sont choisis l'interprète et la chanson qui représenteront la Lettonie au Concours Eurovision de la chanson.

### Format
Vingt-quatre artistes et chansons concourent lors de la sélection. Celle-ci se compose de deux demi-finales, lors de chacune desquelles douze artistes participeront et dont six se qualifieront, et d'une finale lors de laquelle le vainqueur sera déterminé parmi les douze artistes encore en lice.
Lors de chaque émission, le vote est constitué pour un tiers du télévote letton, pour un second tiers du vote internet — pouvant inclure des votes provenant de personnes hors Lettonie — et pour le derniers tiers le vote d'un jury d'experts.
Nota bene : lors des émissions, aucun point n'était attribué. Les nombres indiqués dans les tableaux sont les rangs, et donc la place de chaque chanson dans le classement spécifique. Les rangs sont ensuite additionnés et les totaux les plus faibles se qualifient. En cas d'égalité, le télévote prévaut.

### Émissions

#### Première demi-finale
| #  | Artiste                 | Chanson           | Jury | Internet | Télévote | Total |
| -- | ----------------------- | ----------------- | ---- | -------- | -------- | ----- |
| 1  | Dween & Sabīne Berezina | Dejo tā           | 9    | 7        | 10       | 26    |
| 2  | Crazy Dolls             | Bučas             | 8    | 11       | 12       | 31    |
| 3  | Tamāra Rutkovska        | I'm happy         | 11   | 12       | 9        | 32    |
| 4  | Niko                    | Here I am again   | 7    | 4        | 2        | 13    |
| 5  | Ivo Grīsniņš Grīslis    | I've got          | 5    | 10       | 11       | 26    |
| 6  | Aarzemnieki             | Cake to bake      | 6    | 2        | 3        | 11    |
| 7  | Oskars Deigelis         | Just stop         | 10   | 9        | 8        | 27    |
| 8  | Samanta Tīna            | Stay              | 1    | 5        | 5        | 11    |
| 9  | MyRadiantU              | Going all the way | 3    | 6        | 7        | 16    |
| 10 | Aminata Savadogo        | I can breathe     | 4    | 3        | 4        | 11    |
| 11 | Dāvis Matskins          | I need more       | 12   | 8        | 6        | 26    |
| 12 | Olga & Līgo             | Saule riet        | 2    | 1        | 1        | 4     |

#### Deuxième demi-finale
| #  | Artiste                                       | Chanson               | Jury | Internet | Télévote | Total |
| -- | --------------------------------------------- | --------------------- | ---- | -------- | -------- | ----- |
| 1  | Ralfs Eilands, Valters Pūce & Nelli Bubujanca | Revelation            | 2    | 4        | 4        | 10    |
| 2  | Katrine Lukins                                | You are the reason    | 4    | 3        | 7        | 14    |
| 3  | Mad Show Boys                                 | I need a soul-twin    | 10   | 9        | 6        | 25    |
| 4  | Markus Riva                                   | Lights on             | 3    | 10       | 5        | 18    |
| 5  | Anete Volmane                                 | Breathe slow          | 12   | 5        | 11       | 28    |
| 6  | Rolands Ūdris                                 | What if it was        | 5    | 6        | 10       | 21    |
| 7  | Katrīna Bindere                               | Moment and tomorrow   | 7    | 8        | 1        | 16    |
| 8  | Andris Kivičs                                 | Pa vidu tu            | 9    | 12       | 12       | 33    |
| 9  | Dons                                          | Pēdējā vēstule        | 1    | 1        | 2        | 4     |
| 10 | Sabīne Vidriķe                                | Is it possible        | 11   | 11       | 3        | 25    |
| 11 | Sabīne Berezina                               | Pressure              | 6    | 7        | 8        | 21    |
| 12 | Eirošmits                                     | If I could (let away) | 8    | 2        | 9        | 19    |

#### Finale
La finale se déroule en deux temps. Dans un premier temps, un vote combinant pour moitié le télévote et pour l'autre moitié le vote d'un jury d'experts désigne trois artistes qui se qualifient pour la superfinale. De celle-ci, le gagnant est désigné.
| #  | Artiste                                       | Chanson               | Jury | Télévote | Télévote | Total | Place |
| #  | Artiste                                       | Chanson               | Jury | Votes    | Place    | Total | Place |
| -- | --------------------------------------------- | --------------------- | ---- | -------- | -------- | ----- | ----- |
| 1  | Ralfs Eilands, Valters Pūce & Nelli Bubujanca | Revelation            | 1    | 905      | 8        | 9     | 4     |
| 2  | Markus Riva                                   | Lights on             | 10   | 632      | 10       | 20    | 11    |
| 3  | Katrīna Bindere                               | Moment and tomorrow   | 7    | 1 298    | 5        | 12    | 7     |
| 4  | Dons                                          | Pēdējā vēstule        | 2    | 2 426    | 1        | 3     | 1     |
| 5  | Samanta Tīna                                  | Stay                  | 5    | 1 302    | 4        | 9     | 3     |
| 6  | Niko                                          | Here I am again       | 11   | 1 269    | 6        | 17    | 9     |
| 7  | MyRadiantU                                    | Going all the way     | 6    | 686      | 9        | 15    | 8     |
| 8  | Olga & Līgo                                   | Saule riet            | 9    | 1 960    | 3        | 12    | 6     |
| 9  | Aminata Savadogo                              | I can breathe         | 3    | 948      | 7        | 10    | 5     |
| 10 | Aarzemnieki                                   | Cake to bake          | 4    | 2 398    | 2        | 6     | 2     |
| 11 | Eirošmits                                     | If I could (let away) | 8    | 541      | 11       | 19    | 10    |
| 12 | Katrine Lukins                                | You are the reason    | 12   | 380      | 12       | 24    | 12    |

| # | Artiste      | Langue  | Chanson        | Jury | Internet | Télévote | Télévote | Total | Place |
| # | Artiste      | Langue  | Chanson        | Jury | Internet | Votes    | Place    | Total | Place |
| - | ------------ | ------- | -------------- | ---- | -------- | -------- | -------- | ----- | ----- |
| 1 | Dons         | Letton  | Pēdējā vēstule | 1    | 1551     | 3 830    | 2        | 3     | 2     |
| 2 | Samanta Tīna | Anglais | Stay           | 3    | 797      | 1 979    | 3        | 6     | 3     |
| 3 | Aarzemnieki  | Anglais | Cake to bake   | 2    | 1529     | 3 949    | 1        | 3     | 3     |

Le gagnant est le groupe Aarzemnieki, avec la chanson Cake to bake.

## À l'Eurovision
La Lettonie participe à la première demi-finale, le 6 mai 2014. Arrivée 13e avec 33 points, elle ne se qualifie pas pour la finale.